# De Leon
De Leon is een plaats (city) in de Amerikaanse staat Texas, en valt bestuurlijk gezien onder Comanche County.

## Demografie
Bij de volkstelling in 2000 werd het aantal inwoners vastgesteld op 2433.
In 2006 is het aantal inwoners door het United States Census Bureau geschat op 2409, een daling van 24 (-1,0%).

## Geografie
Volgens het United States Census Bureau beslaat de plaats een oppervlakte van
5,4 km², geheel bestaande uit land. De Leon ligt op ongeveer 390 m boven zeeniveau.

## Plaatsen in de nabije omgeving
De onderstaande figuur toont nabijgelegen plaatsen in een straal van 36 km rond De Leon.